# Callbach
Callbach település Németországban, Rajna-vidék-Pfalz tartományban. Lakosainak száma 337 fő (2023. december 31.).

## Népesség
A település népességének változása:
| Lakosok száma | 490  | 368  | 353  | 341  | 349  | 337  |
|               | 1975 | 2017 | 2019 | 2021 | 2022 | 2023 |